# Arthur Barbat de Bignicourt
Pour les articles homonymes, voir Barbat et Bignicourt (homonymie).

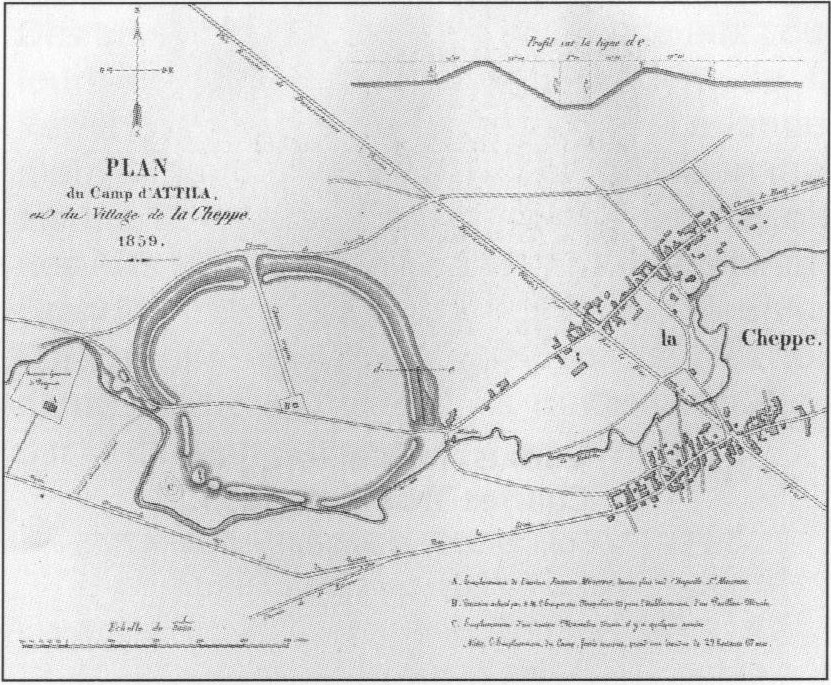

Arthur Barbat de Bignicourt, né à Reims le 31 janvier 1824 et mort au château de Bignicourt-sur-Saulx le 7 septembre 1888, est un écrivain et historien français.

## Biographie
Il fut directeur du journal La Mode, dont il écrivit l'histoire, et auteur de livres et d'articles historiques, de plusieurs comédies de salon ainsi que d'un livre d'anecdotes sur l'Académie française (sous le pseudonyme d'Arthur de Drosnay).
Il fut maire de Bignicourt-sur-Saulx, président de la Société littéraire de Vitry-le-François, membre correspondant de la Société d’agriculture, commerce, sciences et arts de la Marne, de l’Académie de Reims et de plusieurs autres sociétés savantes. 
Arthur Barbat de Bignicourt est le fils de Clémentine Andrieux 1796- qui épousait Jean-Baptiste Barbat, et donc le petit-fils de Florent Simon Andrieux, ancien maire de Reims.

## Publications
- Histoire du journal La Mode (1861)
- Les Petits Mystères de l'Académie française, révélations d'un envieux, par Arthur de Drosnay (1844) Texte en ligne
- Le Souvenir (6 volumes, 1863-1864)
- De la Régénération de la France (1872)
- Les Massacres à Reims en 1792 d'après des documents authentiques (1872)
- Lettres politiques. Au maréchal de Mac-Mahon (1875)
- La Royauté imminente (1877)
- « L'ancien Ponthion en Perthois », dans Société des sciences et arts de Vitry-le-François, 1878, tome 9, p. 63-86 (lire en ligne)
- Un salon à Reims en 1832 (1879)
- Les Mardis de Madame, comédie en un acte (1882)
- La Mort d'un gendarme, comédie en un acte (1883)